# Jasačnaja
La Jasačnaja è un fiume della Russia siberiana orientale, affluente di sinistra della Kolyma. Scorre nei rajon Jagodninskij e Susumanskij dell'Oblast' di Magadan e nel Verchnekolymskij ulus della Sacha-Jacuzia.
Il fiume ha origine dalla confluenza dei due rami sorgentizi Levaja Jasačnaja e Pravaja Jasačnaja nel versante settentrionale dei monti Čerskij e scorre con direzione dapprima nord-orientale poi settentrionale attraverso il Bassopiano della Kolyma. Il fiume ha una lunghezza di 441 km (dalla sorgente della Pravaja Jasačnaja, 490 km), il bacino misura 35 900 km². sfocia nella Kolyma a 970 km dalla foce, pochi chilometri a monte dell'insediamento di Zyrjanka. I maggiori affluenti sono Rassocha, Olguja, Omulëvka, Gonjucha da sinistra, Čalbyga e Irjudi da destra.
Analogamente a tutti i fiumi della zona, soffre di periodi di gelo lunghissimi (ottobre-maggio) e di vastissime estensioni di suolo permanentemente gelato in profondità (permafrost); questa rigidità climatica è anche all'origine dell'esiguo popolamento del suo bacino.